# Komisariat Straży Granicznej „Orłowa”
Komisariat Straży Granicznej „Orłowa” – jednostka organizacyjna Straży Granicznej pełniąca służbę ochronną na granicy polsko-czechosłowackiej w latach 1938–1939.

## Formowanie i zmiany organizacyjne
Rozkazem nr 3 z 31 grudnia 1938 roku w sprawach reorganizacji jednostek na terenach Śląskiego, Zachodniomałopolskiego i Wschodniomałopolskiego okręgów Straży Granicznej, a także utworzenia nowych komisariatów i placówek, komendant Straży Granicznej płk Jan Gorzechowski, działając na podstawie upoważnienia Ministra Skarbu z 14 października 1938 roku zarządził przeniesienie siedzib komendy obwodu „Bielsko” do  Cieszyna, a komisariatu  i placówki II linii „Zebrzydowice” do Orłowej. Ponadto komisariat „Zebrzydowice” miał zorganizować nowe placówki linii w miejscowościach: Szymbark, Gietwałd, Pietwałd-Szyb Albrechta i Podlesie.
Rozkazem nr 2 z 16 stycznia 1939 roku w sprawie przejęcia odcinka granicy polsko-niemieckiej od Korpusu Ochrony Pogranicza na terenie Mazowieckiego Okręgu Straży Granicznej oraz przekazania Korpusowi Ochrony Pogranicza odcinka granicy na terenie Wschodniomałopolskiego Okręgu Straży Granicznej, komendant Straży Granicznej płk Jan Gorzechowski utworzył placówkę II linii „Frysztat”.
Rozkazem nr 2 z 16 stycznia 1939 roku w sprawie przejęcia odcinka granicy polsko-niemieckiej od Korpusu Ochrony Pogranicza na terenie Mazowieckiego Okręgu Straży Granicznej oraz przekazania Korpusowi Ochrony Pogranicza odcinka granicy na terenie Wschodniomałopolskiego Okręgu Straży Granicznej, komendant Straży Granicznej płk Jan Gorzechowski wydzielił posterunek SG „Karwina”  do komisariatu „Orłowa”.
Rozkazem nr 12 z 14 lipca 1939 roku w sprawie reorganizacji placówek II linii i posterunków wywiadowczych oraz obsady personalnej, komendant Straży Granicznej gen. bryg. Walerian Czuma przemianował posterunek SG „Karwina” na placówkę II linii. Tym samym rozkazem wyłączył placówkę II linii „Frysztat” z komisariatu „Orłowa” i przydzielił ją do Komendy Obwodu „Cieszyn”.

## Funkcjonariusze komisariatu
| Kierownicy/komendanci komisariatu | Kierownicy/komendanci komisariatu | Kierownicy/komendanci komisariatu | Kierownicy/komendanci komisariatu |
| stopień                           | imię i nazwisko                   | okres pełnienia służby            | kolejne stanowisko                |
| --------------------------------- | --------------------------------- | --------------------------------- | --------------------------------- |
| aspirant                          | Henryk Truchin                    | 29 X 1938 –                       |                                   |
| podkomisarz                       | Zdzisław Luzak                    | 20 VI 1939 -                      |                                   |
| Zastępcy komendanta komisariatu   |                                   |                                   |                                   |
| starszy strażnik                  | Wojciech Panek                    | 1 V 1939 –                        |                                   |

## Struktura organizacyjna
Organizacja komisariatu w 1938:
- komenda − Orłowa
- placówka Straży Granicznej I linii „Rychwałd Podlesie”
- placówka Straży Granicznej I linii „Pietwałd”
- placówka Straży Granicznej I linii „Nowa Dzielnica”
- placówka Straży Granicznej I linii „Szonów”
- placówka Straży Granicznej II linii „Orłowa”